# 人民党 (タイ 1927)
人民党（タイ語: คณะราษฎร, 英語: People's Party）はタイのクーデター集団で、1932年6月24日、立憲革命を起こし、絶対君主制を倒した。

## 名称
人民党と書くものの、民主化を大義名分にした政治的な結社であり、議会政治における政治政党とは少し趣を殊とする。また日本語訳した場合は慣用で「人民党」と表記するが、正確な訳は「人民のグループ」である。

## 概要
人民党は絶対王政からタイを解放したが、その後国会を独裁し、一度は解散されたものの、太平洋戦争後までそのメンバーが国会に於いて幅を利かせ、逆に民主化が停滞する原因となった。

## 主要メンバー
その中心メンバーは、後に首相となるルワン・プラディットマヌータム（後のプリーディー・パノムヨン）、クワン・アパイウォン、ルワン・ピブーンソンクラーム（後のプレーク・ピブーンソンクラーム）などフランス留学組が中心であった。